# Brđani (miasto Prijedor)
Brđani (cyr. Брђани) – wieś w Bośni i Hercegowinie, w Republice Serbskiej, w mieście Prijedor. W 2013 roku liczyła 1259 mieszkańców.